# Pandemia de COVID-19 en la Ciudad Autónoma de Buenos Aires
El primer caso confirmado de la pandemia de COVID-19 en la Ciudad Autónoma de Buenos Aires se dio a conocer el 3 de marzo de 2020. Al 8 de abril de 2021, se confirmaron 1.049.980 casos de personas infectadas, 802.118 recuperados y 28.960 muertes en total.A nivel nacional, al 22 de enero de 2024 se habían aplicado más de 41 millones de dosis, incluyendo cerca de 33 millones de terceras dosis, muchas de ellas en la ciudad de Buenos Aires. Para mediados de 2025, los reportes semanales oficiales indicaban una circulación viral baja y sin brotes significativos, manteniéndose bajo control la situación sanitaria.

## Antecedentes
El 12 de marzo de 2020, el jefe de Gobierno porteño, Horacio Rodríguez Larreta, encabezó una conferencia de prensa en la que brindó una actualización sobre el estado de situación de la pandemia de COVID-19 en la Ciudad de Buenos Aires, al tiempo que anunció un conjunto de medidas para prevenir el contagio.
Rodríguez Larreta dio los lineamientos generales de las medidas, mientras que el ministro de Salud porteño, Fernán Quirós, y el titular del SAME, Alberto Crescenti, se encargaron de los detalles.
En primer lugar, el Jefe de Gobierno anunció “el fortalecimiento del sistema de salud para prevenir nuevos casos”. En segundo lugar, restringir todas las actividades de alta concentración de gente que no sean esenciales para el normal funcionamiento de la Ciudad, como los recitales, los eventos de gran concentración de público, aquellos eventos típicamente enfocados al turista, como los museos y el bus turístico, y la presencia del público en los espectáculos deportivos. En tercer lugar, reforzar todas las medidas de prevención y concientización individual. La primera fue la necesidad del autoaislamiento de todos aquellos que habían viajado a los países afectados o que hayan entrado en contacto cercano con alguien que había viajado. La segunda fue reforzar toda la concientización respecto de las medidas de cuidado personal. "El mayor contagio viene de tocar con las manos lugares que están infectados y llevárselas a la cara”, explicó el Jefe de Gobierno.
A su vez, anunció que “vamos a redoblar todo el esfuerzo de comunicación que estamos haciendo desde el Gobierno. A partir de hoy, tomamos la decisión de que toda la comunicación oficial y publicidad oficial va a estar enfocada solamente en este tema”.
Por su parte, el ministro de Salud porteño precisó que “hemos comprado la totalidad de los insumos para el sistema público para el próximo año completo, eso significa que no hay ningún motivo para que en ningún lugar haya faltantes de insumos”.
Asimismo, informó que el Jefe de Gobierno dispuso todos los presupuestos necesarios para poder crear una nueva infraestructura de camas de cuidados intensivos, agregando 100 camas a todo el sistema. También llamaron a 200 cargos de enfermería que se habían retirado en los últimos tres años del sistema público de salud, y a 50 cargos de médicos de terapia intensiva y de cuidados clínicos intensivos.
También se adquirieron 80 respiradores y 80 monitores para hacerle acompañamiento a la tasa efectiva de cuidado de pacientes críticos en un potencial pico, si tuviéramos la crisis que han tenido otros países.
“Hemos comprado 5 ambulancias nuevas y hemos fortalecido todos los trabajos del SAME”, añadió el ministro Quirós. Por otra parte, fueron reagendando la atención programada de los hospitales y los centros de salud.
Se constituyó un equipo de acompañamiento psico socio-emocional, ampliándolo en la medida en que la sociedad necesite, además de información, acompañarlos y contenerlos.
El ministro también remarcó la importancia de que “la comunidad se comprometa a cambiar su forma de vivir y de hacer las cosas. Tocarse la cara con la palma de la mano es un reflejo que todos tenemos permanentemente, justamente eso hay que deconstruirlo y volverlo a construir”.
“A las empresas: les pedimos que expandan los programas de teletrabajo y todas aquellas que no lo tengan, les pedimos que los empiecen a trabajar. Y que suspendan todo tipo de pasantías y circulaciones entre las multinacionales o empresas de diferentes países del mundo”, dijo.
Para las poblaciones de riesgo se dispusieron restricciones en los hogares de la tercera edad. Las primeras fueron la imposibilidad de ser visitados por gente que venga de países con circulación viral, pero al día de hoy se trata de una pandemia, con lo cual la lista de los países empieza a quedar corta”.
Por último, destacó que “necesitamos el comportamiento familiar”. “Las personas vulnerables y de la tercera edad requieren tener el menor contacto social posible, inclusive dentro de los integrantes de la familia”, concluyó.
El 16 de marzo de 2020, el gobierno de la Ciudad de Buenos Aires anunció nuevas medidas como respuesta a la pandemia de COVID-19, como casamientos sin presencia de público a excepción de los testigos, prórrogas por vencimiento de licencia de conducir o VTV y el cierre de los sectores de juegos en las plazas. Las nuevas disposiciones, que se vincularon principalmente a educación, trámites y cuidados de las personas mayores, fueron anunciadas por el jefe de Gobierno, Horacio Rodríguez Larreta, junto al jefe de Gabinete, Felipe Miguel; el ministro de Salud, Fernán Quirós; y la ministra de Educación, Soledad Acuña, en la sede del Ejecutivo porteño, en el barrio de Parque Patricios.
"No son vacaciones", aclaró Rodríguez Larreta en referencia al no dictado de clases presenciales, a lo que la titular de la cartera educativa añadió que la Ciudad "está preparada para enfrentar esta situación" y enumeró los recursos virtuales que se pondrán a disposición para que los alumnos "no pierdan su oficio de estudiantes". 
En relación con los comedores, Acuña señaló que "podrán retirar las viandas para comer en sus casas". Con relación a los docentes, más allá de los que están alcanzados por la licencia que no deben asistir, la ministra sostuvo que "cada equipo en cada escuela definirá cómo será el esquema para poder garantizar el comedor y la provisión de contenidos pedagógicos".
La funcionaria instó a las familias "a registrarse en la página del Gobierno de la Ciudad con los datos actualizados que funcionará como un cuaderno de comunicaciones virtual".
Las denuncias de quienes rompen el aislamiento social en la Ciudad deben hacerse exclusivamente a través de la línea 147, un número creado para esa especialidad. 
En referencia al cuidado de las personas mayores, se trabajó con bancos y farmacias para que habiliten horarios de atención exclusiva, se cerraron los centros de día pero se siguieron entregando viandas y se restringió el permiso de visita en residencias geriátricas.
El Gobierno de la Ciudad sumó su canal de atención vía WhatsApp al protocolo de Salud. De esta manera, Buenos Aires es la primera ciudad en utilizar este canal para discernir casos sospechosos de COVID-19.
Luego de una serie de preguntas y respuestas mediante un bot llamado Boti que se programaron junto al Ministerio de Salud, se selecciona la opción “¿Tengo Coronavirus?”. A continuación, Boti hace nuevamente otra serie de preguntas relacionadas con los síntomas y discierne si se trata de un caso sospechoso. De serlo, se deriva al número de emergencias 107 para poder continuar con el protocolo. Además Boti brinda consejos de prevención y todo lo que hay que saber acerca de la COVID-19. De esta manera, la Ciudad aumenta su capacidad de respuesta para prevenir la propagación del virus. Boti funciona todos los días las 24 horas y puede contestar hasta 50 mensajes por segundo.

## Estadísticas

### Epidemiología
Casos barrio por barrio
| Barrio | Población | Casos confirmados |
| --- | --------- | ----------------- |
| Flores | 142 695   | 8034              |
| Villa Lugano | 114 253   | 6802              |
| Balvanera | 137 521   | 6251              |
| Barracas | 73 377    | 5851              |
| Palermo | 225 970   | 5329              |
| Almagro | 128 206   | 3912              |
| Caballito | 176 076   | 3881              |
| Retiro | 45 002    | 3794              |
| Recoleta | 148 220   | 3697              |
| Villa Soldati | 41 228    | 3321              |
| Nueva Pompeya | 63 276    | 2486              |
| Belgrano | 126 831   | 2347              |
| Parque Avellaneda | 54 191    | 2248              |
| La Boca | 46 494    | 2225              |
| Constitución | 45 860    | 2127              |
| San Cristóbal | 49 986    | 2078              |
| Villa Crespo | 89 859    | 1956              |
| Villa Urquiza | 85 587    | 1902              |
| Mataderos | 64 932    | 1726              |
| Parque Patricios | 40 885    | 1716              |
| Parque Chacabuco | 56 281    | 1606              |
| Monserrat | 39 175    | 1601              |
| Boedo | 48 231    | 1352              |
| Villa Devoto | 71 013    | 1239              |
| Chacarita | 27 440    | 1214              |
| San Nicolás | 33 305    | 1176              |
| Colegiales | 52 391    | 1063              |
| Floresta | 39 473    | 1061              |
| Liniers | 44 234    | 1045              |
| Villa del Parque | 58 573    | 972               |
| La Paternal | 20 053    | 876               |
| Villa General Mitre | 36 000    | 871               |
| Vélez Sarsfield | 35 963    | 842               |
| Nuñez | 53 005    | 825               |
| Villa Luro | 33 058    | 814               |
| Saavedra | 51 723    | 807               |
| Villa Santa Rita | 33 700    | 790               |
| San Telmo | 25 969    | 659               |
| Villa Pueyrredón | 40 325    | 652               |
| Monte Castro | 34 584    | 610               |
| Villa Riachuelo | 14 960    | 553               |
| Puerto Madero | 6 629     | 462               |
| Villa Ortúzar | 22 591    | 436               |
| Parque Chas | 20 657    | 356               |
| Coghlan | 19 177    | 355               |
| Villa Real | 14 278    | 293               |
| Versalles | 14 178    | 247               |
| Agronomía | 13 963    | 207               |
| Total | 2 890 000 | 95 771            |
| El Ministerio de Salud actualiza el detalle de infectados por barrio una vez por semana. Última actualización 1 de septiembre de 2020. |           |                   |

| Villa 1-11-14 | Flores            | 3335 |
| Villa 31 | Retiro            | 3007 |
| Villa 21-24 | Nueva Pompeya     | 2633 |
| Villa 20 | Villa Lugano      | 1468 |
| Villa 15 - Ciudad Oculta | Villa Lugano      | 1042 |
| Barrio Fátima | Villa Soldati     | 524  |
| Barrio 6 - Cildañez | Parque Avellaneda | 426  |
| Barrio Ramón Carrillo | Villa Soldati     | 415  |
| Barrio INTA | Villa Lugano      | 250  |
| Barrio Piletones | Villa Soldati     | 240  |
| Playón Chacarita | Chacarita         | 235  |
| Asentamiento Rodrigo Bueno | Puerto Madero     | 140  |
| Asentamiento La Carbonilla | La Paternal       | 136  |
| Villa Zavaleta | Barracas          | 108  |
| Asentamiento El Triángulo | La Boca           | 63   |
| Barrio Mitre | Saavedra          | 55   |
| Asentamiento María Auxiliadora | Villa Lugano      | 47   |
| Barrio Los Pinos | Villa Soldati     | 44   |
| El Ministerio de Salud actualiza el detalle de infectados por barrio una vez por semana. Última actualización 14 de agosto de 2020. |                   |      |

### Gráficos

#### Progresión diaria
Progresión diaria de los casos, con media móvil de siete días. 

#### Por grupos etarios
Datos actualizados al 3 de septiembre de 2020